# Stražišče, Ravne na Koroškem
Stražišče este o localitate din comuna Ravne na Koroškem, Slovenia, cu o populație de 214 locuitori.